# Eldem
Eldem ist ein türkischer weiblicher und männlicher Vorname sowie Familienname.

## Verbreitung
Der Name ist im deutschsprachigen Raum selten anzutreffen. In Deutschland wurde er in den letzten 10 Jahren weniger als zehn Mal vergeben. In der Schweiz tragen fünf Personen diesen Vornamen (Stand 2023).

## Namensträger

### Familienname
- Burak Eldem (* 1961), türkischer Journalist und Schriftsteller
- Edhem Eldem (* 1960), türkischer Historiker
- Halil Edhem Eldem (1861–1938; auch: Halil Edhem Bey), Pionier der Archäologie in der Türkei
- Sadi Eldem (1910–1995), türkischer Diplomat
- Sedad Hakkı Eldem (1908–1988), türkischer Architekt